# Суздальская
Су́здальская — станица в муниципальном образовании «город Горячий Ключ» Краснодарского края. Административный центр Суздальского сельского округа.
Станица расположена на правом берегу реки Апчас (левый приток Кубани), в зоне предгорных широколиственных лесов. Находится в 24 км к северо-востоку от города Горячий Ключ.

## История
Основана в 1864 году как станица Пчасская.
В 1867 году переименована в Суздальскую, с 1871 по 1890 год — посёлок Суздальский.
У адыгов носит название адыг. ХьапакIэ икъэтх (ХьапакI — имя собственное, и — притяжательное местоимение, къэ — «могила», тхы — «возвышенность»). Таким образом, название переводится как «могила Хапача на возвышенности».

## Население
| 2002 | 2010  |
| ---- | ----- |
| 1245 | ↗1374 |